# Фуджимино
Фуджимино е град в префектура Сайтама, Япония. Населението му е 112 497 жители (по приблизителна оценка от октомври 2018 г.), а площта e 14,67 кв. км. Намира се в часова зона UTC+9 на 30 км от Токио. Градът разполага с 1 университет и 2 гимназии.